# Нгола Кілундже ква Ндамбі
Нгола Кілундже кваНдамбі (*д/н — 1575) — 3-й нголо (володар) незалежної держави Ндонго в 1561—1575 роках. Відомий також як Кілундже II.

## Життєпис
Син Ндамбі аНголи. Посів трон 1561 року. 1564 року вигнав з країни португальських проповідників-єзуїтів. 1571 року Себастьян I, король Португалії, надав право Паулу Діашу де Новаїшу заснувати укріплені поселення на території Конго і Ндонго. Діаш прибув на узбережжя Нджонго, де почав війну проти Кілундже кваНдамбі.
Ндонго активно чинило спротив португальцям, яким на допомогу прийшло королівство Конго. Помер або загинув Кілундже кваНдамбі 1575 року. Того ж року португалці заснували місто Сан-Паулу-ді-Луанда. Трон Ндонго перейшов до небожа Кіломби кіаКасенди.